# Collorgues
Collorgues – miejscowość i gmina we Francji, w regionie Oksytania, w departamencie Gard.

## Zaludnienie
Według danych na rok 1990 gminę zamieszkiwało 309 osób, a gęstość zaludnienia wynosiła 33 osoby/km² (wśród 1545 gmin Langwedocji-Roussillon Collorgues plasuje się na 622. miejscu pod względem liczby ludności, natomiast pod względem powierzchni na miejscu 786.).